# بوب ريفرز
بوب ريفرز (بالإنجليزية: Bob Rivers)‏ هو مقدم برامج إذاعية أمريكي، ولد في 7 يوليو 1956 في برانفورد ‏ في الولايات المتحدة.

## وصلات خارجية
- بوب ريفرز على موقع IMDb (الإنجليزية)
- بوب ريفرز على موقع ميوزك برينز (الإنجليزية)
- بوب ريفرز على موقع أول ميوزيك (الإنجليزية)
- بوب ريفرز على موقع ديسكوغز (الإنجليزية)